# 페르시와 와메나
페르시와 와메나(Persatuan Sepakbola Indonesia Wamena)는 인도네시아 파푸아주 와메나에 연고지를 둔 인도네시아의 축구 클럽이다. 현재는 인도네시아의 3부 리그인 리가 3에 소속되어 있다.